# Pardosa obscuripes
Pardosa obscuripes là một loài nhện trong họ Lycosidae.
Loài này thuộc chi Pardosa. Pardosa obscuripes được Eugène Simon miêu tả năm 1909.